# Hartmut Wenzel
Hartmut Wenzel (* 23. Februar 1947 in Berlin; † 24. August 2020) war ein deutscher Ruderer, der bis 1969 für die Deutsche Demokratische Republik und ab 1975 für die Bundesrepublik Deutschland antrat.
Wenzel gewann 1966 seinen ersten DDR-Meistertitel, als er als Steuermann eine Renngemeinschaft aus Ruderern des SC Einheit Dresden und des TSC Berlin zum Sieg steuerte. Für die Weltmeisterschaft in Bled verblieben die Ruderer des TSC im Boot und wurden durch vier Ruderer vom SC Dynamo Berlin ergänzt; diese Berliner Renngemeinschaft erkämpfte die Bronzemedaille. 1969 war Wenzel Steuermann eines Vierers des SC Berlin-Grünau, alle Ruderer hatten 1966 zum DDR-Achter gehört; dieses Boot belegte bei der Europameisterschaft in Klagenfurt den zweiten Platz hinter dem Boot aus der Bundesrepublik. 1970 belegte der Vierer des SC Berlin-Grünau bei der DDR-Meisterschaft den zweiten Platz hinter dem Boot des ASK Vorwärts Rostock.
1971 betrieb Hartmut Wenzel seinen Sport in der Bundesrepublik, er hatte sich dem Ruderklub am Baldeneysee (Essen) angeschlossen. Gleich bei seinem ersten Meisterschaftsstart gewann er 1971 mit dem Essener Vierer den deutschen Meistertitel. Nach der Vizemeisterschaft im Achter 1972 gewann Wenzel 1973 den deutschen Meistertitel im Achter. 1974 folgte wieder ein Meistertitel mit dem Vierer. 1975 steuerte Wenzel einen Vierer mit vier Ruderern aus vier Vereinen, der bei der Weltmeisterschaft den dritten Platz belegte. Bei den Olympischen Spielen 1976 in Montreal startete der Vierer in der Besetzung Hans-Johann Färber, Ralph Kubail, Siegfried Fricke, Peter Niehusen sowie Hartmut Wenzel und gewann wie im Jahr zuvor die Bronzemedaille. 1977 steuerte Wenzel den Deutschland-Achter zu Bronze bei der Weltmeisterschaft, 1978 erhielt er mit dem Achter die Silbermedaille.